# Władysław Wandor
Władysław Wandor (* 23. November 1914 in Krakau; † 28. November 2005 ebenda) war ein polnischer Radrennfahrer und nationaler Meister im Radsport.

## Sportliche Laufbahn
Wandor war im Straßenradsport und im Bahnradsport aktiv. Er bestritt auch Querfeldeinrennen (heutige Bezeichnung Cyclocross). 1939 wurde er Sieger der polnischen Bergmeisterschaft vor Kazimierz Koper. 1952 holte er den nationalen Titel im Mannschaftszeitfahren.
1937 hatte er eine Etappe in der Polen-Rundfahrt gewonnen und kam in diesem Etappenrennen auf den 9. Platz, 1947 auf den 10. Gesamtrang, 1952 wurde er 20. Wandor war Teilnehmer der Internationalen Friedensfahrt 1948 von Prag nach Warschau und belegte den 26. Platz. 1950 wurde er 33., 1949 war er ausgeschieden.
1946 gewann er die polnische Meisterschaft in der Mannschaftsverfolgung mit RKS Legia Krakau. Im Querfeldeinrennen wurde er 1948 Vizemeister Polens hinter Henryk Czyż.

## Berufliches
In den 1950er und 1960er Jahren war er Trainer der polnischen Nationalmannschaft der Straßenfahrer. Sein Nachfolger als Nationaltrainer wurde Henryk Łasak.